# Jose Cojuangco Jr.
José Sumulong Cojuangco Jr., noto anche con lo pseudonimo di Peping (Manila, 19 settembre 1934), è un politico, dirigente sportivo e imprenditore filippino.
La sua carriera politica iniziò a Paniqui, dove fu sindaco dal 1959 al 1961. Più tardi fu eletto alla Camera dei rappresentanti delle Filippine per il 1º distretto di Tarlac, ricoprendo tale carica dal 1961 al 1969 e nuovamente dal 1987 al 1998. 
Membro della numerosa e influente famiglia oligarchica dei Cojuangco, dagli anni sessanta fu un noto oppositore di Ferdinand Marcos e quindi critico della sua ventennale amministrazione, contribuendo alla nascita di partiti d'opposizione di centro-sinistra quali il PDP-LABAN e il Laban. A seguito dell'assassinio del cognato Benigno Aquino Jr. sostenne l'ascesa politica della sorella Corazon Aquino e infine la rivoluzione del Rosario, che portò all'instaurazione del nuovo governo Aquino.
Tra il 2005 e il 2018 è stato Presidente del Comitato Olimpico Filippino.

## Biografia
Cojuangco nacque a Manila il 19 settembre 1934 da una famiglia agiata, figlio del politico sinofilippino Jose Cojuangco (1896-1976) e di Demetria Sumulong. Allo scoppio della seconda guerra mondiale si trasferì con la famiglia negli Stati Uniti d'America, per poi fare ritorno nelle Filippine nella prima metà degli anni cinquanta.

### Carriera politica
Iniziò la carriera politica all'interno del Partito Nazionalista, di cui faceva parte anche il padre. Membro del consiglio comunale di Paniqui, ne divenne vicesindaco tra il 1957 e il 1959 e quindi sindaco sino al 1961. Nel frattempo, in un contesto politico in rapido sviluppo, iniziarono a delinearsi anche importanti alleanze strategiche all'interno della sua famiglia allo scopo di salvaguardare ed espandere i rispettivi interessi: mentre un ramo dei Cojuangco iniziò a sostenere l'ascesa politica del senatore ilocano Ferdinand Marcos, il ramo di don Jose appoggiò invece quella del giovane governatore di Tarlac Benigno Aquino Jr., cognato di Peping e critico di Marcos.
Nel 1961 si candidò con successo alla Camera dei rappresentanti delle Filippine per il primo collegio elettorale di Tarlac, carica già ricoperta dal padre tra gli anni trenta e quaranta, divenendo il più giovane membro del Congresso all'età di 27 anni. Durante il governo di Diosdado Macapagal fu tra i dodici membri della commissione incaricata di redigere il disegno di legge sulla riforma agraria. Fu rieletto per tre mandati consecutivi mantenendo la carica fino al 1969. 
A partire dal 1972 Marcos, divenuto Presidente sette anni prima, impose al paese una svolta autoritaria in funzione anticomunista, dopo la quale l'influenza politica del ramo Cojuangco-Aquino si ridusse notevolmente. Durante questo periodo Cojuangco fu stretto alleato e consigliere del cognato Benigno Aquino, simpatizzante comunista, che venne arrestato durante il regime di legge marziale per presunti legami con l'estrema sinistra. Nel 1978 Cojuangco fu direttore della campagna elettorale del partito Lakas ng Bayan (o Laban), guidato da Aquino, in occasione delle elezioni parlamentari di quell'anno. Con la successiva fusione del Lakas ng Bayan e del Partito Democratico di Aquilino Pimentel Jr. nel PDP-Laban, ne fu nominato segretario nel 1983.
Fu quindi tra i principali volti dell'opposizione dopo l'assassinio di Aquino nel 1983 e appoggiò l'ascesa politica della sorella e vedova Corazon, sino ad allora semplice casalinga. Ne diresse successivamente la campagna elettorale per le elezioni anticipate del febbraio 1986, che videro Marcos vincitore: il risultato venne tuttavia rifiutato dall'opposizione e la conseguente defezione di figure chiave come Fidel V. Ramos e Juan Ponce Enrile portò la rivoluzione del Rosario, instaurando il governo di Corazon Aquino. 
L'avvento della prima presidente donna del continente asiatico si inquadrava tuttavia in un contesto generale dove fenomeni di corruzione e nepotismo rimasero dilaganti: Cojuangco stesso, incaricato di presidiare il settore delle operazioni di gioco –– importanti fonti di reddito per il governo filippino, che regola e gestisce il gioco d'azzardo attraverso la Philippine Amusement and Gaming Corporation (PAGCOR) ––, fu tra i familiari di Corazon che beneficiarono dal suo arrivo al Malacañan e poté quindi promuovere gli interessi della propria famiglia attraverso i suoi incarichi.
Sull'onda della rivoluzione, nel 1987 Cojuangco fu eletto nuovamente alla Camera dei rappresentanti per il primo distretto di Tarlac, ricoprendo tale carica sino al 1998. Durante il suo mandato fu tra gli ideatori della legge volta a creare il Dipartimento degli Interni e del Governo locale, nonché la Polizia nazionale filippina. 
Uomo ambizioso e influente, nel 2000 fu accusato di aver favorito il proliferarsi del jueteng, un gioco d'azzardo illegale, non solamente nella provincia di Tarlac ma anche nelle zone limitrofe del centro di Luzon, a scopo personale e di aver alimentato il clientelismo di famiglia durante l'amministrazione di Corazon Aquino. Tali accuse nei suoi confronti, da lui sempre smentite, furono sostenute anche da membri di alto rango della Polizia filippina.
Dopo la morte di Corazon Aquino nel 2009, sostenne apertamente la candidatura del nipote Benigno Aquino III alle presidenziali del 2010 fondando il movimento Patrioti Filippini (Pinoy Patriots). 

### Carriera imprenditoriale
Dagli anni sessanta fu assieme a Benigno Aquino tra gli amministratori della Hacienda Luisita, importante hacienda della città di Tarlac acquistata dal padre nel 1957.
Così come fu per l'attività politica, la carriera imprenditoriale di Cojuangco durante il governo di Corazon Aquino fu anch'essa soggetta a critiche in quanto evidenziò situazioni di conflitto di interessi.

### Carriera dirigenziale
Tra il gennaio 2005 e il marzo 2018 è stato presidente del Comitato Olimpico Filippino.

## Vita privata
Nel 1962 sposò Margarita Manzano de los Reyes, dalla quale ebbe cinque figlie.